# Théophile Laforge
Pour les articles homonymes, voir Laforge.
Théophile Édouard Laforge, né le 6 mars 1863 à Paris 18e, ville où il est mort dans le 9e arrondissement le 31 octobre 1918, est un altiste français.
Il étudie le violon au Conservatoire de Paris auprès d'Eugène Sauzay et obtient un premier prix en 1886.
Il est nommé la même année violoniste à l'opéra de Paris, puis il en devient l'alto solo un an plus tard. Par ailleurs, à partir de 1887, il est aussi alto solo de la Société des concerts du Conservatoire.
En 1894, il est choisi pour devenir le premier professeur d'alto du Conservatoire de Paris, car on a enfin décidé, 99 ans après l'ouverture de celles de violon et de violoncelle, l'ouverture d'une classe complètement réservée à l'alto. Laforge va se consacrer consciencieusement à cette tâche jusqu'à sa mort, qui survient en 1918 après une courte maladie.
Au cours de sa carrière au Conservatoire, Théophile Laforge va susciter l'écriture de beaucoup de pièces pour alto auprès des compositeurs de son époque, des pièces qui sont imposées pour l'obtention du prix. Plus de douze œuvres nouvelles lui seront ainsi dédiées, parmi lesquelles la plus jouée de nos jours est certainement le Concertstück de Georges Enesco.
Il aura eu le temps en vingt-deux années d'enseignement de forger toute une génération d'altistes. Les plus célèbres sont Maurice Vieux, qui lui succède au Conservatoire, Henri Casadesus et Louis Bailly.